# Youri Modine
Ne doit pas être confondu avec Matthew Modine.
Youri Ivanovitch Modine, né le 8 novembre 1922 à Souzdal et mort en 2007 à Moscou, est un ancien espion russe travaillant pour le KGB. De 1944 à 1955, il fut l'officier traitant des Cinq de Cambridge : Guy Burgess, Donald Maclean, Kim Philby, Anthony Blunt et, probablement, John Cairncross. En 1951, lorsque Burgess et Maclean commencèrent à éveiller les soupçons au sein du MI5, ce fut Modine qui organisa leur exfiltration vers l'Union soviétique.
Ses souvenirs furent publiés en français sous le titre Mes camarades de Cambridge en 1994 avant d'être traduits en anglais la même année.
De Kim Philby, il a écrit en 1994 : 
« He never revealed his true self. Neither the British, nor the women he lived with, nor ourselves [the KGB] ever managed to pierce the armour of mystery that clad him. His great achievement in espionage was his life's work, and it fully occupied him until the day he died. But in the end I suspect that Philby made a mockery of everyone, particularly ourselves. »
(« Il ne révéla jamais sa vraie nature. Ni les Britanniques, ni les femmes qui partagèrent sa vie, ni nous-mêmes [le KGB] ne réussîmes à percer l'armure de mystère qui le revêtait. Sa grande réussite dans l'espionnage était l'œuvre de sa vie, et elle l'habita jusqu'à sa mort. Mais en fin de compte, je suspecte que Philby s'est moqué de tout le monde, et plus particulièrement de nous. »)

## Dans la culture
Le personnage de Youri Modine, interprété par John Sessions, apparaît dans Raisons d'État, film de Robert De Niro (2006).

## Sources
- Youri Ivanovitch Modine, Mes camarades de Cambridge : J'étais au KGB l'officier traitant de Philby, Burgess, Maclean, Blunt, Cairncross, Paris, Robert Laffont, 1994, 315 p. (ISBN 2-221-07600-1)